# Hanayamata
Hanayamata (ハナヤマタ?) es una serie de manga escrita por Sō Hamayumiba y publicada en la revista Manga Time Kirara Forward de Hōbunsha desde junio de 2011. Fue recopilado en 10 volúmenes tankōbon en abril de 2018. Madhouse realizó una adaptación al anime que fue emitida entre el 7 de julio, y el 22 de septiembre de 2014. Además el 13 de noviembre de 2014 fue lanzado un videojuego con temática musical para PlayStation Vita basado en el anime, desarrollado por Bandai Namco Games.

## Argumento
Naru Sekiya es la típica joven de 14 años. Su día a día transcurre con normalidad hasta que, una noche, tuvo un encuentro con una chica, a la que confundió con un hada. Al día siguiente esta chica se trasladará a su mismo instituto, donde meterá a Naru en el mundillo de la danza Yosakoi, una adaptación moderna del baile tradicional Awa odori.

## Personajes
Naru Sekiya (関谷 なる Sekiya Naru?)
Seiyū: Reina Ueda
Tiene 14 años, y se considera una chica normal en todo, no destacando en nada. Sus notas están en la media, no es muy atlética y tiene una vida social común. Desde pequeña le han fascinado los cuentos de hadas, deseando poder vivir uno. Su vida dará un giro cuando conoce a Hana, a la cual confunde inicialmente con un hada, y que le enseña el maravilloso mundo del yosakoi. 
Hana N. Fountainstand (ハナ・N・フォンテーンスタンド Hana Enu Fontēnsutando?)
Seiyū: Minami Tanaka
Es una chica estadounidense que se transfiere a la clase de Naru. Tiene un temperamento muy activo, y su forma de ser podría ser considerada marimacho. Está obsesionada con el Yosakoi desde que era pequeña, ya que viajó a Japón y allí vio un espectáculo de yosakoi que le emocionó de tal manera que, cuando sus padres se divorciaron, se mudó a Japón con su padre para allí formar su propio club de Yosakoi.
Yaya Sasame (笹目 ヤヤ Sasame Yaya?)
Seiyū: Kaya Okuno
Es la mejor amiga de Naru. Su familia regenta una tienda de noodles, donde trabaja de vez en cuando. Es bastante popular en su instituto debido a su belleza e inteligencia. Es muy cercana a Naru, y se pone celosa cuando está con otros amigos. Es miembro de una banda de música escolar, y debido a eso solo se une al club de yosakoi solo en nombre, aunque más tarde comprende que allí tiene un lugar donde sentirse integrada y acaba uniéndose.
Tami Nishimikado (西御門 多美 Nishimikado Tami?)
Seiyū: Yuka Ōtsubo
Es la vicepresidenta del consejo estudiantil. Es de una familia adinerada, y debido a la cercanía de sus padres Tami creció con Naru, teniendo una relación casi de hermana mayor y hermana menor. Debido al apego que tiene con su padre siempre intenta contentarlo, sin embargo Naru la ayuda a comprender que tiene que hacer lo que a ella le guste, no lo que a su padre le gustaría que hiciese, así que acaba uniéndose al club de yosakoi.
Machi Tokiwa (常盤 真智 Tokiwa Machi?)
Seiyū: Manami Numakura
Es la presidenta del consejo estudiantil, y la mejor amiga de Tami, aparte de ser la hermana menor de Sari. Generalmente es estricta, aunque tiene debilidad por las cosas dulces, así como a los deseos de Tami. Después de ciertas circunstancias se acaba uniendo al club de yosakoi.
Sari Tokiwa (常盤 沙里 Tokiwa Sari?)
Seiyū: Megumi Toyoguchi
Profesora de inglés y tutora de Naru, Yaya y Hana, así como la hermana mayor de Machi. Se convierte en la representante del club de yosakoi, donde al principio no se suele involucrar, aunque poco a poco va cogiendo interés por este.
Masaru Ōfuna (大船 勝 Ōfuna Masaru?)
Seiyū: Tsuyoshi Koyama
Regente de la tienda de yosakoi. Su apariencia es la de un yakuza, aunque su personalidad es totalmente la contraria, siendo una persona amigable, e incluso enseñando yosakoi a las chicas del club.

## Contenido de la obra

### Manga
La serie original de manga de Sō Hamayumiba empezó su publicación en junio de 2011 en la revista Manga Time Kirara Forward. Fue recopilado en 10 volúmenes tankōbon el 12 de abril de 2018.

### Anime
Una adaptación al anime fue producida por Madhouse emitida el 7 de julio, y el 22 de septiembre de 2014 en TV Tokyo, y retransmitida en Crunchyroll. El tema de apertura es "Hana wa Odoreya Iroha ni Ho" (花ハ躍レヤいろはにほ lit. Bailando en el aroma de las flores?) del Team Hanayamata (Reina Ueda, Kaya Okuno, Minami Tanaka, Yuka Ōtsubo, y Manami Numakura); mientras que el tema de cierre es "Hanayuki" (花雪 lit. Copo de nieve?) de smileY (compuesto por la cantante Yuka Ōtsubo y la artista Yuuyu-P). El mismo tema de cierre fue interpretado en el episodio 12 por el Team Hanayamata.

### Videojuego
Un videojuego de música, con toques de novela visual, para PlayStation Vita, y basado en la serie, llamado Hanayamata: Yosakoi Live! (ハナヤマタ よさこいLIVE！?), fue desarrollado por Bandai y estrenado el 13 de noviembre de 2013. El videojuego también está disponible en una versión limitada, con un Blu-ray Disc, y un drama CD original.